# Rheiformes
Rheiformes este un ordin care conține familia Rheidae. Membrii existenți se găsesc în America de Sud. În timp ce IOC World Bird List și Clements Checklist clasifică Rheiformes ca ordin propriu, BirdLife Data Zone include Rheiformes în ordinul Struthioniformes. Dintre cele două specii existente de rhea recunoscute de Lista Roșie a IUCN, din 2022, Rhea americana este clasificată ca fiind aproape amenințată, în timp ce Rhea pennata este clasificată ca fiind mai puțin îngrijorătoare. Din 2014 până în 2022, IUCN a recunoscut Rhea tarapacensis ca specie separată și a clasificat-o ca fiind aproape amenințată în ultima sa evaluare din 2020; în 2022, a fost din nou recunoscută ca subspecie a R. pennata.